# Oberschelmerath
Oberschelmerath ist ein Ort in der Gemeinde Engelskirchen im Oberbergischen Kreis im Regierungsbezirk Köln in Nordrhein-Westfalen (Deutschland) und gehört heute zum Ortsteil Loope.

## Lage und Beschreibung
Der Ort liegt im Südwesten von Engelskirchen im Tal der Agger. Nachbarorte sind Loope, Unterschelmerath, Erlenhof und Unterbüchel.

## Geschichte
1413 wird im Kämmereiregister für den Fronhof Lindlar der Ort mit der Ortsbezeichnung „Schelmenroede“ genannt. In der Karte Topographische Aufnahme der Rheinlande von 1825 werden Unter- und Oberschelmenrath mit der gemeinsamen Ortsbezeichnung Schelmenrath verzeichnet. Ab der Preußischen Uraufnahme von 1845 wird die Ortsbezeichnung Oberschelmenrath verwendet.